# فرد غيلدرسليف
فرد غيلدرسليف (بالإنجليزية: Fred A. Gildersleeve)‏ هو مصور أمريكي، ولد في يونيو 1881 في بولدر في الولايات المتحدة، وتوفي في 26 فبراير 1958.